# 小竹鍊介殼蟲
小竹鍊介殼蟲（学名：Asterolecanium minutum）为鏈介殼蟲科鍊介殼蟲屬下的一个种。